# Daniel Palacios
Daniel Andrés Palacios Martínez (Bogotá, 17 de diciembre de 1982) es un político colombiano. Se ha desempeñado como ministro del Interior, viceministro de Relaciones Políticas, presidente del Concejo de Bogotá, asesor del Comando del Ejército Nacional y secretario privado del expresidente Álvaro Uribe Vélez.[cita requerida] Fue también cofundador del partido Centro Democrático.[cita requerida]
En 2025 anunció la inscripción ante la registraduría de su comité de recolección de firmas para inscribirse como precandido presidencial con su movimiento político llamado Rescatemos a Colombia para las elecciones presidenciale de 2026.

## Biografía
Daniel Palacios nació en el 17 de diciembre de 1982, en Bogotá, capital de Colombia.
Es nieto del fallecido excontralor General de la República y exalcalde de Valledupar, Aníbal Martínez Zuleta. Hijo de Piedad Martínez, quien se desempeñó como notaria en Bogotá tras ser trasladada de Valledupar, y Daniel Palacios, actual notario de la capital del país.[cita requerida]
Es politólogo de Florida International University y tiene una maestría en artes liberales de la Escuela de extensión de Harvard. Así mismo tiene estudios en Derecho de la Universidad del Rosario, donde también tiene un Certificado en Gerencia Política y Asuntos Públicos. 
Siendo la seguridad y defensa nacional uno de los temas de mayor conocimiento, desarrollo el Curso Estratégico en Seguridad Pública – CESEP de la Policía Nacional y es Teniente Oficial de la Reserva del Ejército Nacional.[cita requerida]
Entre 2012 y 2014 fue secretario Privado del Expresidente de Colombia, Álvaro Uribe Vélez y entre 2015 y 2015 fue el director de Eventos Especiales y Reuniones Bilateras de la organización Concordia.[cita requerida]
Fue concejal de la ciudad de Bogotá período 2016-2019 y presidente del concejo de Bogotá en 2018 y viceministro del interior, posteriormente fue nombrado ministro del Interior, siendo el ministro más joven en la historia en ocupar esta dignidad.[cita requerida]
En lo académico, Palacios se ha desempeñado como profesor universitarios en distintas cátedras de la Universidad Sergio Arboleda.[cita requerida]

## Ministerio del Interior
El 22 de diciembre de 2020, fue nombrado Ministro del Interior de Colombia, para el gobierno del presidente Iván Duque, cargo que ocupó hasta el 7 de agosto de 2022, cuando terminó el periodo de Gobierno del Presidente Duque.

## Denuncias sobre inconsistencias en su currículo
En 2021, surgió una denuncia sobre las inconsistencias entre la información oficial publicada en varias entidades del Estado, como la página del Concejo de Bogotá, el Ministro del Interior de Colombia y la Función Pública, con respecto a los títulos académicos de Palacios. En dichas plataformas se afirmaba que Palacios poseía un máster en Seguridad Nacional de la prestigiosa Escuela de Gobierno John F. Kennedy de la Universidad de Harvard. Sin embargo, se descubrió que tal afirmación era falsa, ya que no existe registro de que Palacios haya obtenido un título en ese campo. De hecho, en la página oficial de la Función Pública se indicaba erróneamente que Palacios había cursado una maestría en Análisis de Problemas Políticos, Económicos e Internacionales en la misma institución, información que también resultó ser incorrecta. 
Se reveló que Palacios solo poseía un máster en Artes Liberales de la Harvard Extension School, una institución que ofrece programas educativos a distancia. Esta escuela no tiene el mismo prestigio ni rigores académicos de la Escuela de Gobierno John F. Kennedy, y su modalidad es completamente virtual. 
Cuando las irregularidades fueron evidenciadas, Palacios justificó la situación señalando a través de su jefe de prensa que había cursado "algunas materias en seguridad nacional" en su programa, pero que no constituían un énfasis dentro de su formación. Sin embargo, en su presentación como ministro del Interior, el presidente Iván Duque lo presentó ante la opinión pública con el título de máster en Seguridad Nacional de la Universidad de Harvard.